# Dulwich College
Le Dulwich College est une école privée historique en Angleterre. Elle est située à Dulwich, près du centre de Londres, dans le district de Southwark. L'école accueille des élèves âgés de 2 à 19 ans. L'école est à la fois un pensionnat et un externat.

## Histoire
La maison fut fondée en 1619 par Edward Alleyn, acteur célèbre, sous le nom de Gods' Gift (don de Dieu), pour l'éducation de douze enfants pauvres. L'école a déménagé dans un nouveau site en 1870 et a grandi pour inclure des filles. L'école s'est finalement divisée en Dulwich College (école pour garçons), JAGS (école pour filles) et Alleyn's (école mixte). À la fin du 20e siècle, l'école s'est développée à l'international. Elle compte maintenant dix écoles satellites à travers l'Asie.

### Anciens élèves
- Raymond Chandler - auteur de romans policiers
- Nigel Farage - homme politique anglais et européen, membre du parti UKIP
- C. S. Forester - écrivain
- Bob Monkhouse - acteur et scénariste
- Colwyn Philipps - homme politique britannique
- Ernest Shackleton - explorateur
- C. F. A. Voysey - architecte
- P. G. Wodehouse - auteur comique
- Chiwetel Ejiofor - acteur
- Nicholas Galitzine - acteur
- Archie Casely-Hayford (1898-1977), avocat et homme politique ghanéen

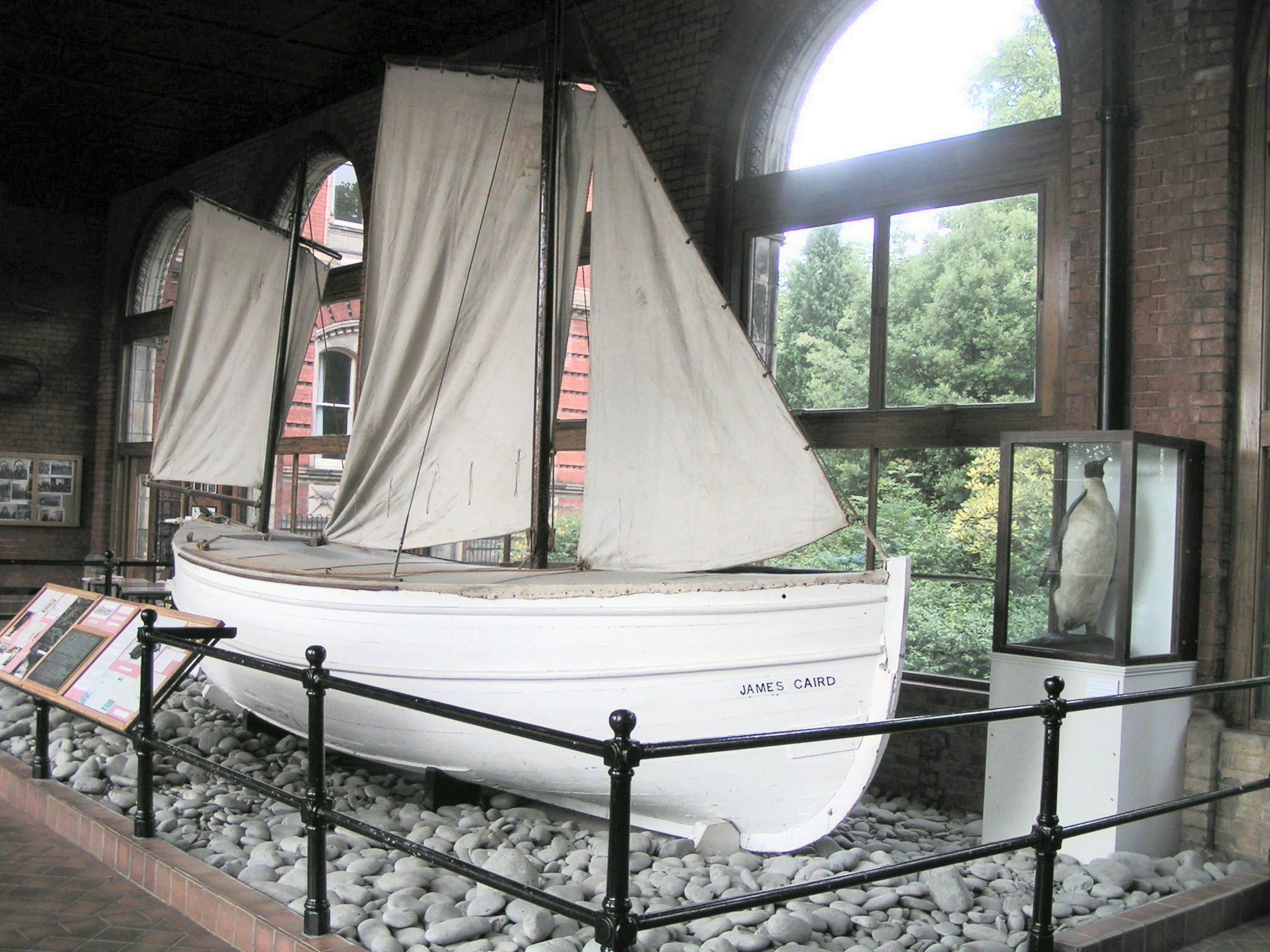
Le James Caird exposé au Dulwich College.